# ۱۹۲۷

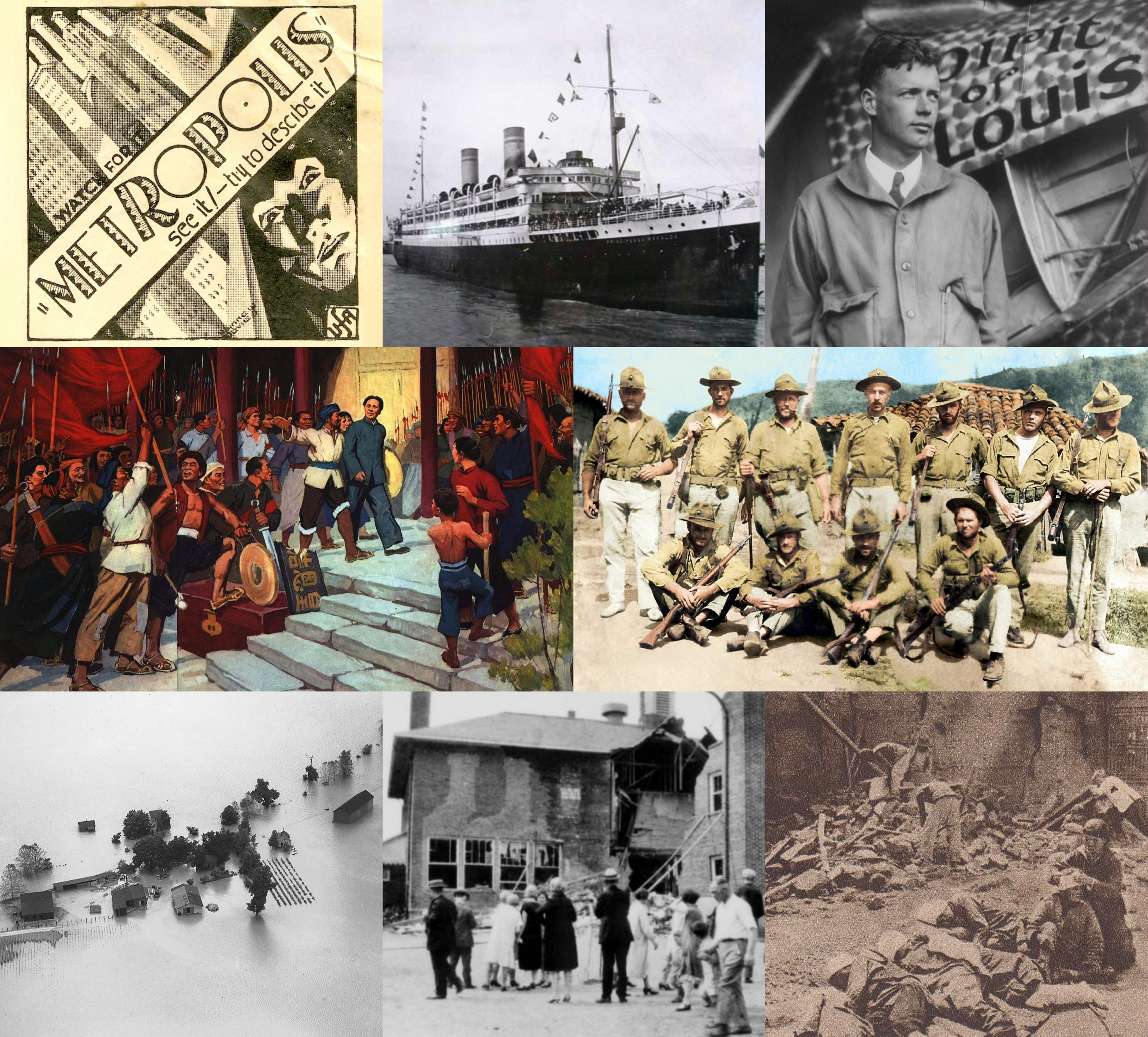

۱۹۲۷ میلادی هفتمین سال دهه ۱۹۲۰ از سده بیستم در گاه‌شماری میلادی بود.

## زادروزها
- ۶ مارس – گابریل گارسیا مارکز، نویسنده کلمبیایی (د. ۲۰۱۴)
- ۶ آوریل – جری مالیگن، آهنگساز آمریکایی (د. ۱۹۹۶)
- ۱۴ آوریل – آلن مک‌دایارمید، شیمی‌دان و مهندس نیوزلندی (د. ۲۰۰۷)
- ۱۵ آوریل – رابرت میلز (فیزیکدان)، فیزیک‌دان آمریکایی (د. ۱۹۹۹)
- ۹ مه – مانفرد آیگن، شیمی‌دان آلمانی (د. ۲۰۱۹)
- ۲۴ ژوئن – مارتین لویز پرل، فیزیک‌دان و مهندس آمریکایی (د. ۲۰۱۴)
- ۲۸ ژوئن – فرانک رولند، شیمی‌دان آمریکایی (د. ۲۰۱۲)
- ۱ ژوئیه – عبدالباسط محمد عبدالصمد، قاری و حافظ قرآن اهل مصر (د. 1988)
- ۴ ژوئیه – جینا لولوبریجیدا، بازیگر و عکاس خبری اهل ایتالیا (د. ۲۰۲۳)
- ۹ ژوئیه – اریک تامپسون، دوچرخه‌سوار اهل بریتانیا (د. ۱۹۹۶)
- ۹ اوت – ماروین مینسکی، ریاضی‌دان و دانشمند علوم کامپیوتر آمریکایی (د. ۲۰۱۶)
- ۲۵ سپتامبر – کالین دیویس، موسیقی‌دان انگلیسی (د. ۲۰۱۳)
- ۳۰ سپتامبر – دبلیو. اس. مروین، شاعر آمریکایی (د. ۲۰۱۹)
- ۱۶ اکتبر – گونتر گراس، نویسنده، فیلمنامه‌نویس، و شاعر آلمانی (د. ۲۰۱۵)
- ۱۲ دسامبر – رابرت نویس، فیزیک‌دان آمریکایی (د. ۱۹۹۰)
- ۱۷ دسامبر – ریچارد لونگ (هنرپیشه)، بازیگر آمریکایی (د. ۱۹۷۴)
- ۲۵ دسامبر – رام نارایان، موسیقی‌دان هندی

## درگذشت‌ها
- ۱۵ آوریل – گاستون لورو، روزنامه‌نگار و نویسندهٔ فرانسوی (ز. ۱۸۶۸)
- ۲۰ آوریل – انریکه سیمونت، نقاش اسپانیایی (ز. ۱۸۶۶)
- ۱۱ مه – خوان گری، نقاش اسپانیایی (ز. ۱۸۸۷)
- ۲۴ ژوئیه – ریونوسوکه آکوتاگاوا، نویسندهٔ ژاپنی (ز. ۱۸۹۲)
- ۲۶ ژوئیه – جون متیس، فیلمنامه‌نویس و تهیه‌کنندهٔ آمریکایی (ز. ۱۸۸۹)
- ۱۹ سپتامبر – مایکل آنکر، نقاش دانمارکی (ز. ۱۸۴۹)
- ۲ اکتبر – سوانت آرنیوس، ستاره‌شناس، شیمی‌دان، و فیزیک‌دان سوئدی (ز. ۱۸۵۹)